# Marga Bult
Margaretha Hendrika Maria (Marga) Groeneveld, beter bekend als Marga Bult (Lattrop, 2 juli 1956), is een Nederlandse zangeres, presentatrice en voormalig  verpleegkundige.

## Loopbaan

### Jeugd
Bult trad vanaf jonge leeftijd op in de omgeving van haar geboortedorp. Haar eerste plaat Twee witte duiven bracht ze in 1970 uit op veertienjarige leeftijd en er volgden nog twee platen, waarvan een in het Duits. Ze deed mee aan Stuif es in van de AVRO en begon met optredens in het land. Naast haar werk als zangeres bleef ze studeren en slaagde cum laude voor haar verpleegstersdiploma. Marga Bult bleef haar werk als verpleegkundige combineren met haar bezigheden als zangeres bij diverse orkesten in Nederland en West-Duitsland. Met zangeres Marianne Wolsink (de voormalige zangeres van Teach-In) vormde ze in 1979 het duo Tulip. Als verpleegkundige werkte zij in het ziekenhuis MST Oldenzaal/Enschede op de afdelingen neurologie en psychiatrie.

### Songfestival
In 1981 werd Bult door Peter Koelewijn uit 250 zangeressen gekozen als de nieuwe leadzangeres van de meidengroep Babe als vervanger van Gemma van Eck. In deze periode werd ze bekend onder de naam Marga Bult. Babe scoorde zestien hits. Ze toerden internationaal veel naar onder andere Indonesië, Pakistan, Maleisië, Libanon, toenmalige Oostbloklanden en andere delen van Europa. De groep ging in juni 1986 uit elkaar.
In 1987 vertegenwoordigde Bult – inmiddels solozangeres – Nederland onder het pseudoniem Marcha op het Eurovisiesongfestival met het lied Rechtop in de wind. Op het songfestival liet ze haar naam eenmalig spellen als Marcha, om het voor buitenlandse jury's makkelijker te maken haar naam uit te spreken. Ze behaalde een vijfde plaats in Brussel met 83 punten, en kreeg van de internationale pers de "populariteitsprijs".

### Presentatrice
Na het Songfestival begon Bult haar presentatiecarrière. Ze werd panellid van het programma Zeg 't maar van de VARA en begon in 1990 met het presenteren van Een Bult Zon bij Radio Oost. In 1992 werd ze vast panellid bij Zo Vader, Zo Zoon van de NCRV. Later presenteerde ze Altijd maar draaien (TV Oost), van 1996 t/m 1999 de muziekshow Let's make music (TROS), De Droogkap (tijdens Call TV op Veronica). In 1996 mocht zij tijdens het Eurovisiesongfestival namens Nederland de punten doorgeven. Marga Bult bleef als presentator vanaf 1990 verbonden aan RTV Oost en besloot om in 2004 haar werkzaamheden uit te breiden met het wekelijkse, live TV Oost-discussieprogramma Forum. Ook presenteerde zij in 2001 bij Veronica een televisieprogramma met het medium Jomanda.

### Dutch Divas
In mei 2000 vormde ze samen met Sandra Reemer en Maggie MacNeal het trio de Dutch Divas. Ze scoorden van hun eerste cd een hitje met From New York to L.A. en werden in 2001 uitgeroepen tot "beste comebackgroep" van het jaar. Ze ontvingen in 2003 de "Gouden Driehoek" voor hun positieve jarenlange bijdrage binnen de gayscene.
In 2005 besloot Marga Bult het Nederlandse theater in te gaan met het musicalstuk Diva's in nood. Justine Pelmelay verving Sandra Reemer binnen de Dutch Divas maar vertrok kort daarna uit de groep om zich meer bezig te houden met haar gezin. De Dutch Divas besloten door te gaan als duo.
In 2006 werd Bult door het blad Squeeze verkozen tot "Diva van het jaar 2006".  Na eerdere duetten met onder anderen Peter Koelewijn en Dennie Christian, besloot ze om met Wim Rijken een duetsingle uit te brengen. Ze scoorde eind 2006 een hit met Wie weet wat liefde is. Ook begon ze te acteren en speelde ze een aantal gastrollen in de populaire TV Oost-soap Van Jonge Leu en Oale Groond. Deze serie werd ook landelijk uitgezonden door de KRO. In 2007 besloten de Dutch Divas een nieuwe cd-single Music uit te brengen samen met zanger en musicalster Ben Cramer, onder de naam "Divas vs. Cramer".
Ondertussen bleef Bult presenteren. In 2006 begon ze voor Radio Oost met een showbizzrubriek, en in 2007 bij TV Oost een wekelijkse column "Achter de IJssel" in de talkshow EDNED. Ook schreef ze columns voor diverse bladen.

### Goede doelen en muziek

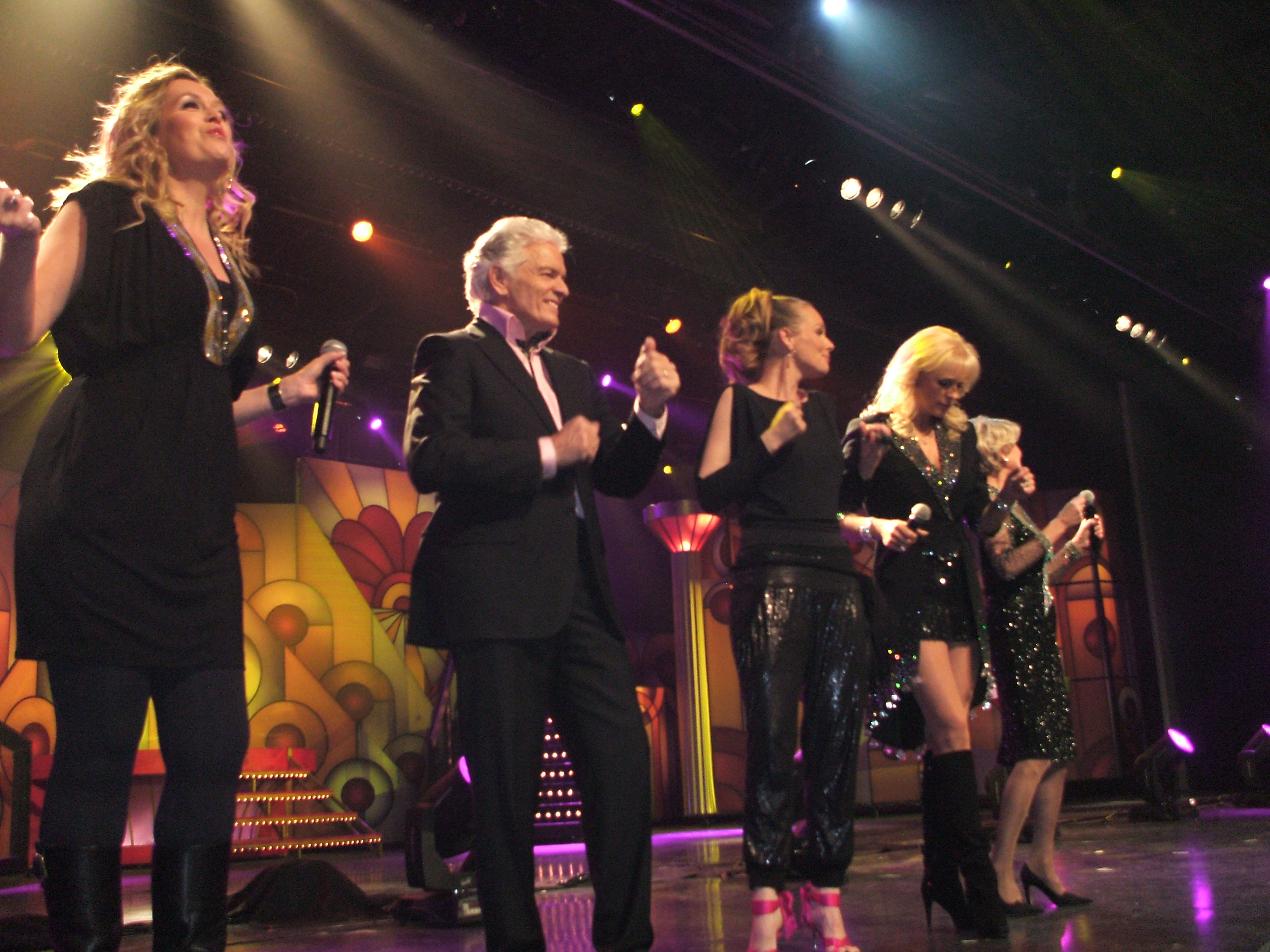
Esther Hart, Ben Cramer, Marlayne, Marga Bult & Anneke Grönloh (2011)

Bult combineerde haar werk als verpleegkundige en muzikant geregeld met de inzet voor goede doelen. Ze was jaren ambassadrice voor de stichting Kans voor een kind, voor Stichting Gichon (Tsjernobylkinderen) en voor De Zonnebloem regio Twente. In 2007 gingen de Dutch Divas de theaters in met een musical voor De Zonnebloem.
Ze bleef naast de Dutch Divas solo-optredens en presentaties verzorgen. In 2010 vierde ze haar 40-jarig "bezig zijn met muziek" met een groots opgezet jubileumfeest, 'Festijn op het plein' in Denekamp, dat door ruim 7000 mensen werd bezocht. Meidengroep Babe kwam eenmalig bij elkaar en haar soloplaat Dansen in de zon bereikte een 8e plek in een van de Nederlandstalige hitlijsten. Ze acteerde als assistente van Frits Sissing, in de met goud bekroonde Sinterklaasfilm van 2011. Haar oude Songfestivalhit Rechtop in de wind uit 1987, werd in 2012 in een totaal nieuwe versie uitgebracht. Ook besloot ze om ambassadeur te worden van de Stichting Ambulancewens, die de laatste wensen vervult van niet mobiele, terminale patiënten.
Bult heeft samen met Jan Rietman en Jan Tuijp (ex-BZN) eind 2012 een nieuwe gelegenheidsband opgericht, "Rock & R'All Stars" met ook gitarist Dany Lademacher, drummer Ton op 't Hof, saxofonist Jan Kooper en gitarist Albert Deinum.
In 2014 werd Marga door Alzheimer Nederland gevraagd ambassadeur te worden, vanwege haar verpleegkundige opleiding, ervaringen met haar eigen vader en andere alzheimerpatiënten, en haar kennis van muziek. Ze zette zich vervolgens in als ervaringsdeskundige, mantelzorger, artiest, presentator en dagvoorzitter tijdens de Alzheimer-inloopcafés en congressen, met onder anderen Erik Scherder.
In 2015 begon ze met haar muzikale seniorenshow Marga's muzikale memories. Hierin vertelt ze over haar ervaringen en bezoekt zij verschillende verzorgings- en verpleeghuizen in Nederland namens het Omroep Max-programma Max maakt mogelijk.  Tevens gaf ze workshops voor de stichting Dementievriendelijk. Ze presenteerde, samen met de Belgische presentator Jens Geerts, het OUTtv-programma Vienna Calling waar ze reportages maakte over het reilen en zeilen van het Eurovisiesongfestival.

### Decors
Bult runde naast haar andere werkzaamheden een decorverhuurbedrijf. In 2011 besloot ze dit bedrijf op te laten gaan in organisatie/theaterbureau VIP-Events en werd ze mede-eigenaar.

### Sinds 2020
In haar vrije tijd verrichtte zij hospice zorgwerkzaamheden en palliatieve zorg. Tijdens de coronacrisis meldde zij zich eind maart 2020 aan als herintreedster in de zorg via Brabantzorg, waar zij bij het Tilburgse Elisabeth-TweeSteden Ziekenhuis (ETZ) in een zorghotel in Uden coronapatiënten zorg ging bieden. Ze stopte hiermee per 1 september 2021 mee vanwege haar thuisfront en om eventuele verplichte vaccinatiediscussies voor te zijn. Bult had zich namelijk niet laten vaccineren en toonde zich op social media regelmatig kritisch over het corona- en vaccinatiebeleid.

## Erkenning en onderscheiding
Bult werd tijdens haar 40-jarige jubileumfeest in 2010 onderscheiden door burgemeester Casemier van de gemeente Dinkelland als "Honorair Consul" voor al haar verdiensten binnen de gemeente en de landelijke promotie van Twente.
In 2015 werd Bult onderscheiden als Ridder in de Orde van Oranje-Nassau, voor haar inzet van vele goede doelen en haar lange carrière als artiest.
In 2016 onthulde zij haar eigen "Marga Bult Zendmast" in haar geboortedorp Lattrop vanwege haar initiatief en inzet om de zeer slechte bereikbaarheid van 112 in de buitengebieden van Nederland te verbeteren.  Bult kreeg op 11 september 2021 de Majoor Bosshardt Prijs uitgereikt. Dat gebeurde in Hilversum tijdens het Kunst en Theatergala van het Leger des Heils in Studio 21. Ze kreeg de prijs omdat ze tijdens de coronacrisis haar voormalige beroep van verpleegkundige weer oppakte en ze daarmee symbolisch "alle vrijwilligers die zich hebben ingezet tijdens de coronacrisis" vertegenwoordigt. Zij droeg deze prijs op aan alle vrijwilligers van Nederland tijdens de coronacrisis. De prijs leidde tot ophef op social media, omdat Bult zich op Twitter geregeld kritisch uitliet over het coronabeleid en desinformatie zou verspreiden.

## Privé
De naam Bult komt van haar eerste echtgenoot. Daarna trouwde ze in 1989 met Jan van Ingen, evenementenbaas en artiestenmanager van BVIPM en VIP Events, en woonde met hem samen in Denekamp, samen met hun drie kinderen. In 2015 gingen ze uit elkaar. Ze kreeg in 2018 een relatie met haar voormalige manager Ludo Voeten en woont met hem samen in Oisterwijk.
1956: Jetty Paerl + Corry Brokken · 
1957: Corry Brokken · 
1958: Corry Brokken · 
1959: Teddy Scholten · 
1960: Rudi Carrell · 
1961: Greetje Kauffeld · 
1962: De Spelbrekers · 
1963: Annie Palmen · 
1964: Anneke Grönloh · 
1965: Conny Vandenbos · 
1966: Milly Scott · 
1967: Thérèse Steinmetz · 
1968: Ronnie Tober · 
1969: Lenny Kuhr · 
1970: Hearts of Soul · 
1971: Saskia & Serge · 
1972: Sandra & Andres · 
1973: Ben Cramer · 
1974: Mouth & MacNeal · 
1975: Teach-In · 
1976: Sandra Reemer · 
1977: Heddy Lester · 
1978: Harmony · 
1979: Xandra · 
1980: Maggie MacNeal · 
1981: Linda Williams · 
1982: Bill van Dijk · 
1983: Bernadette · 
1984: Maribelle · 
1986: Frizzle Sizzle · 
1987: Marcha · 
1988: Gerard Joling · 
1989: Justine Pelmelay · 
1990: Maywood · 
1992: Humphrey Campbell · 
1993: Ruth Jacott · 
1994: Willeke Alberti · 
1996: Maxine & Franklin Brown · 
1997: Mrs. Einstein · 
1998: Edsilia Rombley · 
1999: Marlayne · 
2000: Linda Wagenmakers · 
2001: Michelle · 
2003: Esther Hart · 
2004: Re-union · 
2005: Glennis Grace · 
2006: Treble · 
2007: Edsilia Rombley · 
2008: Hind · 
2009: Toppers · 
2010: Sieneke · 
2011: 3JS · 
2012: Joan Franka · 
2013: Anouk · 
2014: The Common Linnets · 
2015: Trijntje Oosterhuis · 
2016: Douwe Bob ·
2017: OG3NE · 
2018: Waylon · 
2019: Duncan Laurence · 
2021: Jeangu Macrooy · 
2022: S10 ·
2023: Mia Nicolai & Dion Cooper ·
2024: Joost Klein ·
2025: Claude